# Zillertaler Inklinanten

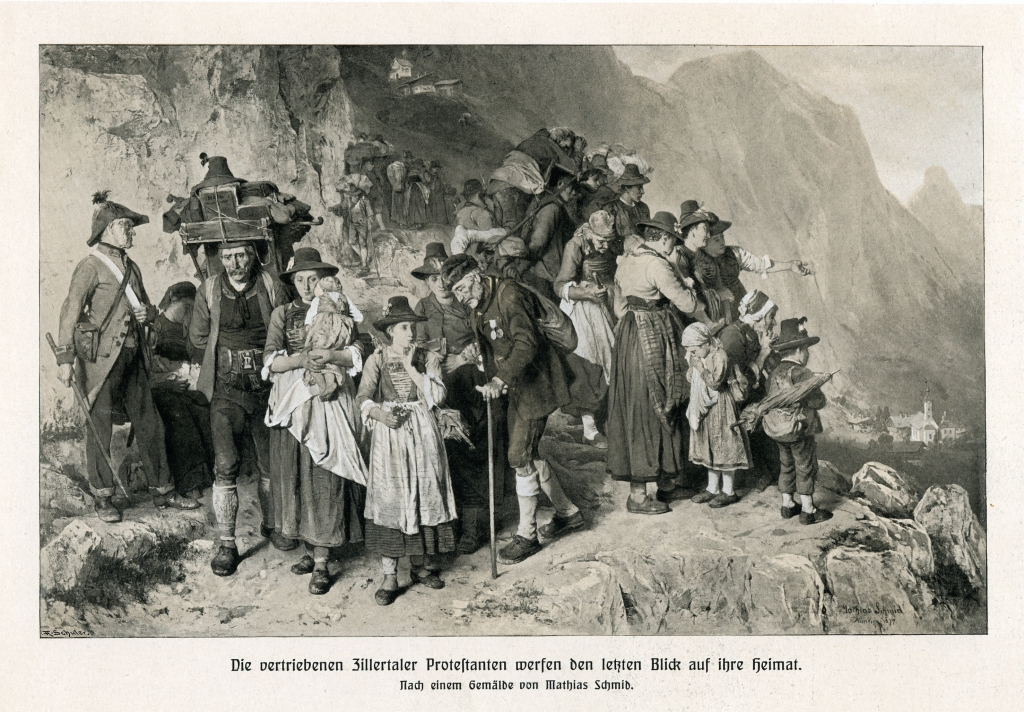
Die vertriebenen Zillertaler Protestanten werfen den letzten Blick auf ihre Heimat; nach einem Gemälde von Mathias Schmid

Die Zillertaler Inklinanten (auch Zillertaler Emigranten; von lateinisch inclinare, ‚neigen‘, ‚sich zuneigen‘: einer Meinung oder Ansicht Zugetane, Anhänger einer Glaubenspartei) waren eine Gruppe lutherischer Protestanten (Augsburger Bekenntnis), die 1837 aus konfessionellen Gründen aus dem Zillertal vertrieben wurden und sich im Riesengebirge neu ansiedelten.
Die seit der Reformationszeit erhalten gebliebenen Reste des Geheimprotestantismus im Zillertal entgingen 1731 durch die territoriale und kirchliche Lage des Zillertals zwischen dem Erzstift Salzburg und der Grafschaft Tirol bzw. der Diözese Brixen der Vertreibung der Salzburger Exulanten. Als das Tal 1816 an das Kaisertum Österreich kam, wurde beim Kaiser die Genehmigung einer evangelischen Gemeindegründung beantragt; die Entscheidung verzögerte sich aber. 1829 baten sechs Inklinanten um Religionsunterricht, damit sie aus der römisch-katholischen Kirche rechtskräftig austreten konnten, was ihnen rechtswidrig verweigert wurde. Kaiser Franz I. lehnte am 2. April 1834 die Gemeindegründung endgültig ab und bot eine Umsiedlung in andere österreichische Provinzen mit nichtkatholischen Gemeinden an. Diese Entschließung wurde am 12. Jänner 1837 mit einer weiteren kaiserlichen Entschließung seines Sohnes und Nachfolgers Ferdinand I. bestätigt.
Ferdinand befahl am 21. Jänner 1837 für alle am Augsburger Bekenntnis festhaltenden Zillertaler die Emigration. Am 20. Juli 1837 erhielten sie die verbriefte Zusicherung, sich in Preußen niederlassen zu dürfen.
Zwischen dem 31. August und dem 4. September 1837 verließen 427 Zillertaler in vier Auswanderungszügen ihre Heimat. Elf von ihnen wanderten nach Kärnten und in die Steiermark in bestehende Toleranzgemeinden, 416 nach Niederschlesien aus. Zum Auswandern trafen sich die Zillertaler an den drei Linden beim Ortseingang von Hippach, die heute noch vorhanden sind.

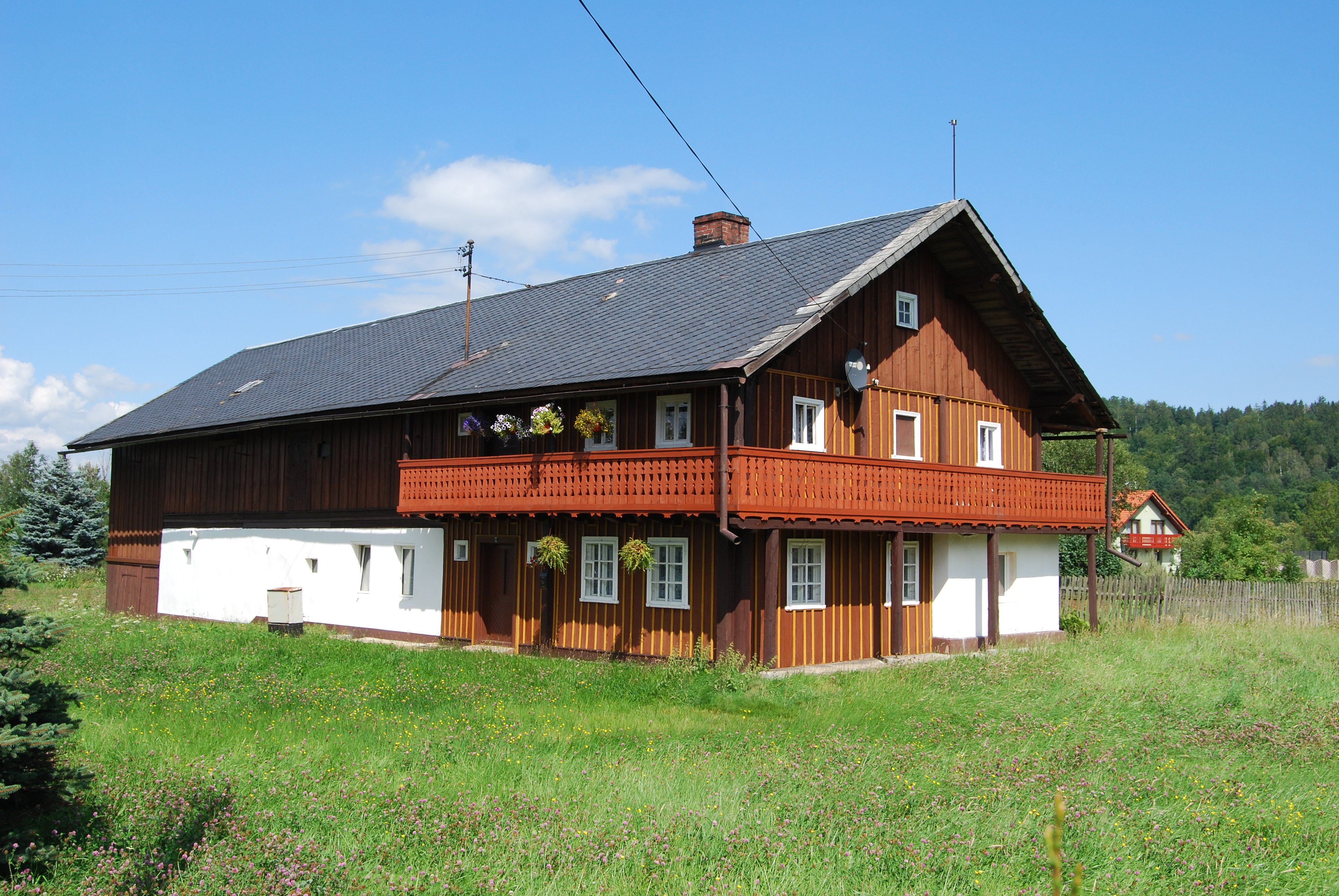
Tirolerhaus in Zillerthal-Erdmannsdorf

Über Linz und Budweis gelangten die Zillertaler nach Schlesien, wo ihnen durch die Fürsorge der Gräfin von Reden nach Genehmigung durch König Friedrich Wilhelm III. Ackerland zur Verfügung gestellt wurde. Der König ließ ihnen Zillertaler Höfe nach einem vorab erstellten Musterhaus erbauen. Die Häuser besaßen unter anderem einen Gaulofen – ein gemauerter Ofen mit Ofenbank und Ofenbrücke, wie man ihn heute noch im Zillertal antrifft. So entstanden Nieder-, Mittel- und Hochzillerthal am Fuß des Riesengebirges im Hirschberger Tal, die 1937 zur Gemeinde Zillerthal-Erdmannsdorf zusammengefasst wurden. Die Zillertaler Protestanten wurden am 12. November 1837 in Schmiedeberg in die evangelische Landeskirche aufgenommen. 1945/46 wurden die Nachkommen infolge des Zweiten Weltkriegs aus Schlesien vertrieben.
Zwischen 1856 und 1860 wanderten 54 Zillertaler Inklinanten nach Chile aus. Sie siedelten sich am Llanquihue-See an. Heute leben noch etwa 600 ihrer Nachkommen rund um den See. Im Jahr 2009 reisten 26 von ihnen, von einem Fernsehteam begleitet, ins Zillertal, um Spuren ihrer Vorfahren zu suchen. Vom Zillertal aus folgten sie dem Weg ihrer Vorfahren, über Salzburg, Linz, durch Tschechien nach Zillerthal-Erdmannsdorf, dem heutigen Mysłakowice.
Der Tiroler Schriftsteller Felix Mitterer verarbeitete die Geschichte der Zillertaler Inklinanten 1987 im Theaterstück Verlorene Heimat. Im Rahmen der 150-Jahr-Feier der Auswanderung der Zillertaler Protestanten im Jahr 1987 wurde das Stück am Dorfplatz von Stumm (Tirol) vom Verband Zillertaler Volksschauspiele aufgeführt.